# 圣地亚哥-德阿尔坎塔拉
圣地亚哥-德阿尔坎塔拉是西班牙埃斯特雷马杜拉卡塞雷斯省的一个市镇。总面积96平方公里，总人口718人（2001年），人口密度7人/平方公里。